# Чугуївський 11-й уланський полк

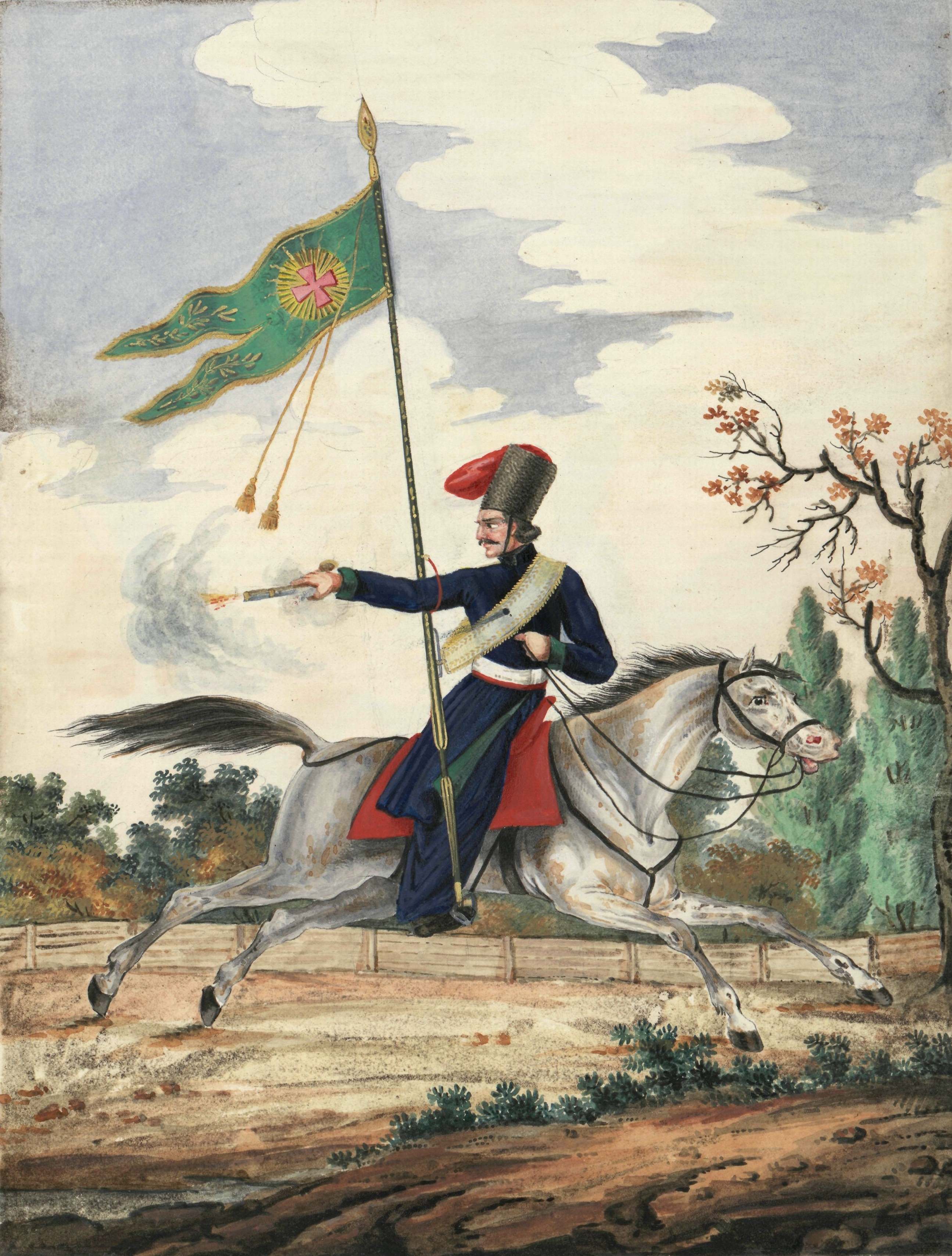
Знаменосець Чугуївських козаків, 1772 рік, книга «Статистичний опис та історія Чугуївського уланського полку», 1835 рік.

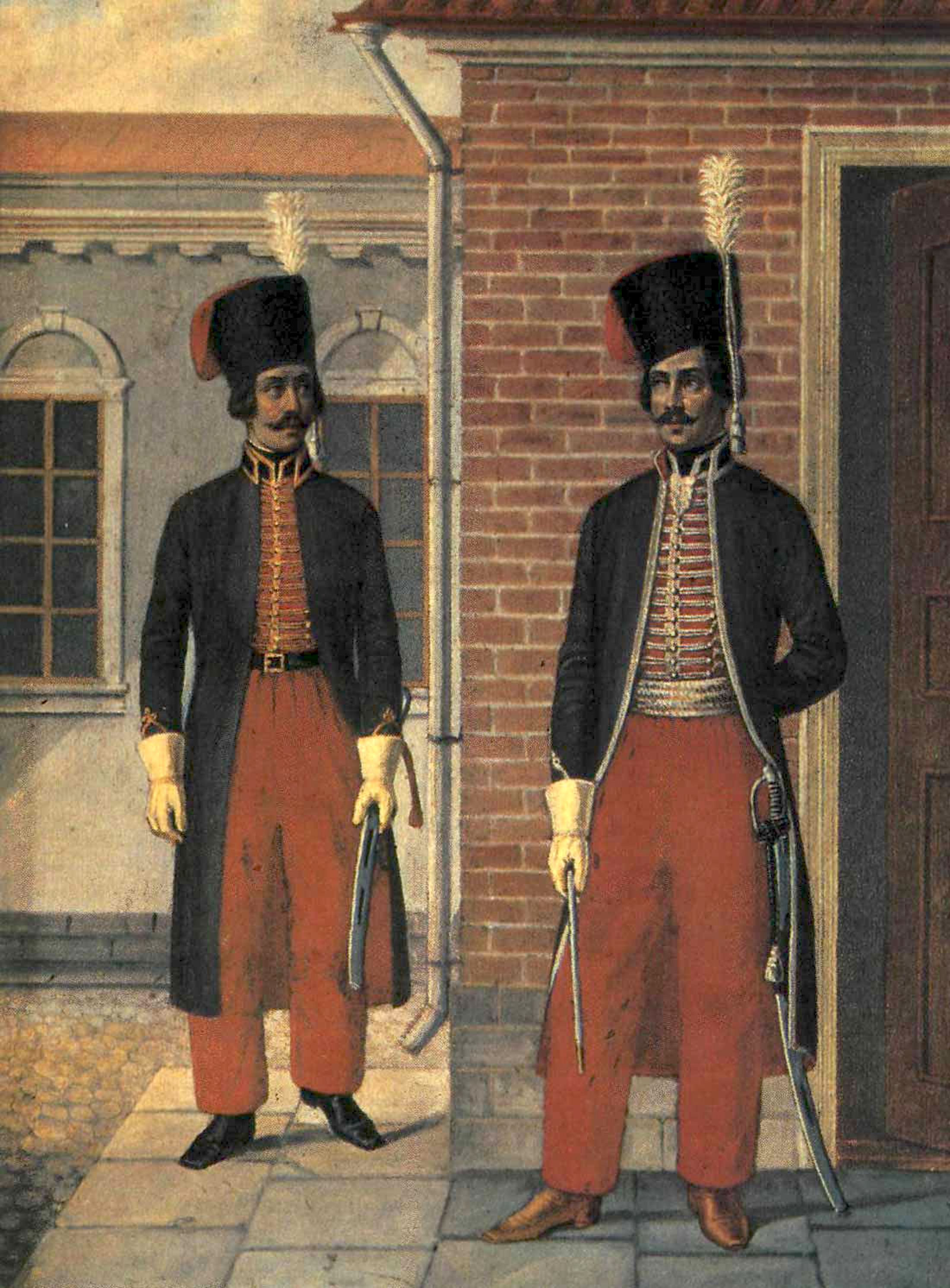
П. П. Ферлунд. Рядовий 1-го та офіцер 2-го Чугуївських козацьких полків (у зимовій формі). Розмальована літографія середини ХІХ століття.

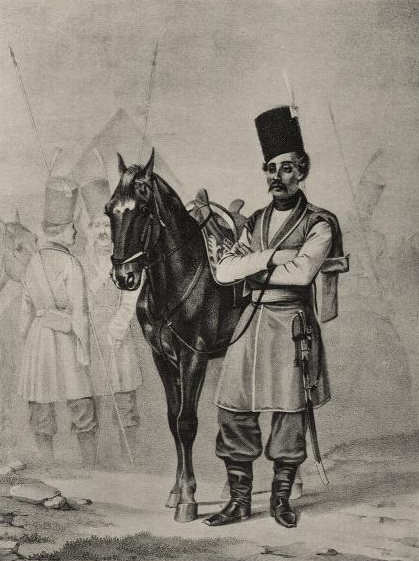
Рядовий Чугуївської конвойної козацької команди, з 1776 по 1790 роки

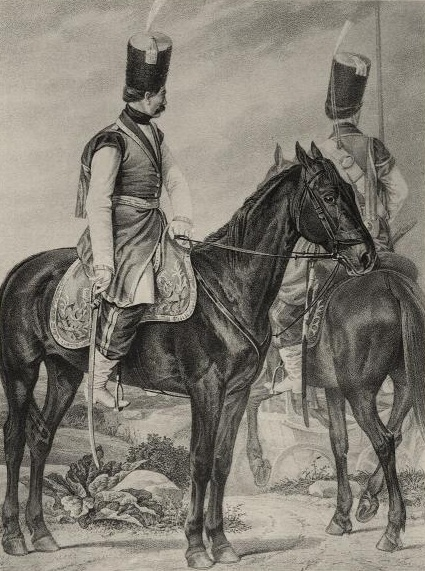
Офіцер та рядовий Чугуївської конвойної козацької команди.

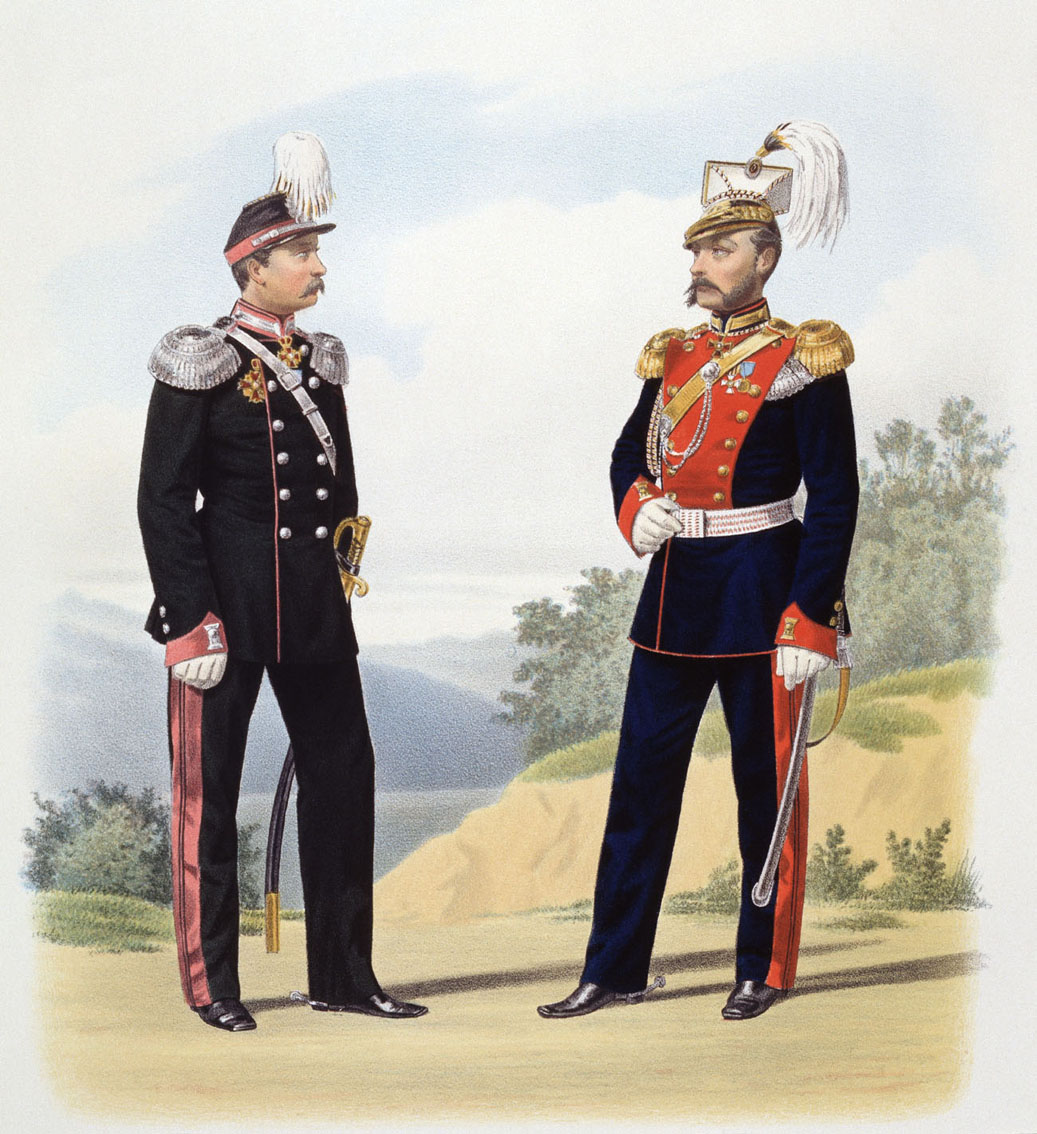
Губарєв П. К. Генерали 2-го Лейб-Драгунського Псковського Її Величності та 11-го Чугуєвського Ї. І. В. Государині Цесарівни Вел. Княжни Марії Федорівни полків. 1869

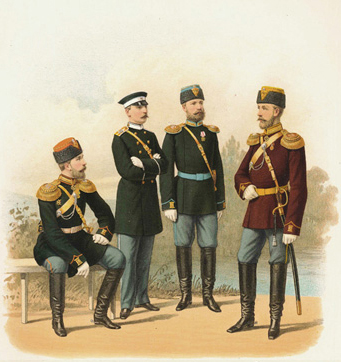
Армійські Драгунські полки: штаб-офіцери полків а) 37-го Військового Ордену та б) 36-го Охтирського, обер-офіцери а) 32-го Чугуївського та б) 6-го Павлоградського Його Величності. 1882

11-й уланський Чугуївський Її Величності Государині Імператриці Марії Феодорівни полк — армійське кінне формування (уланський полк) Збройних сил Російської імперії.
Старшинство частини — з 21 липня 1749 року, а свою історію формування веде з 1639 року (див. зображення нагрудного полкового знака). Полкове свято — 1 жовтня, Покрова Пресвятої Богородиці. За свою історію Чугуївський регулярний полк мав різні назви (див. розділ Історія).

## Історія

### У Російській армії

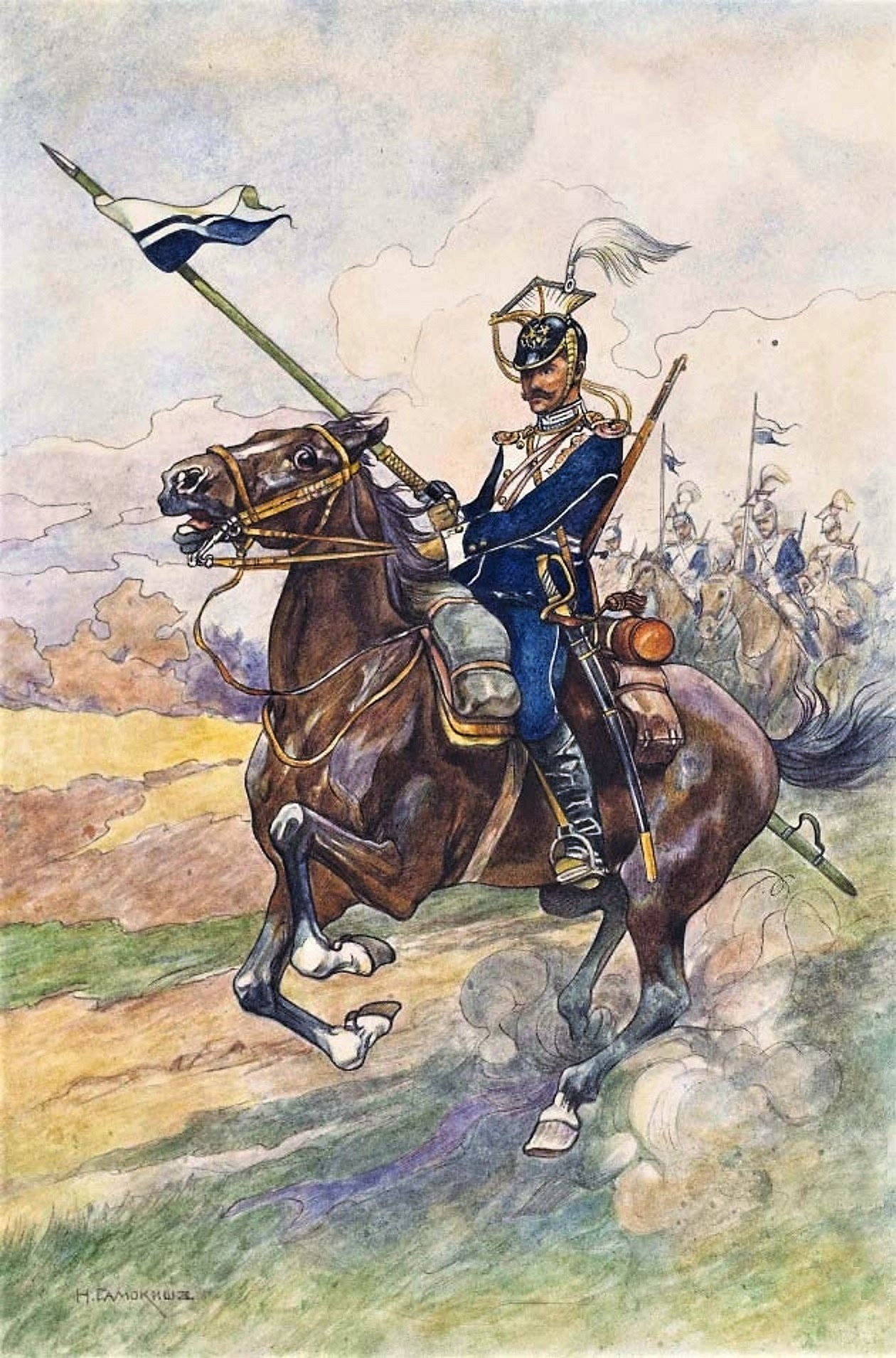
Рядовий 11-го уланського Чугуївського Її Величності Марії Федорівни полку, український художник Микола Самокиш

Військова частина сформована 21 липня 1749 року з 5-сотенної команди зведенців, що складається з трьох поселених козацьких (з городових козаків, що проживали в Чугуєві, Орлі та Курську) і двох калмицьких рот, як Чугуївський кінний козацький полк, Чугуївський козацький полк).
12 серпня 1787 року, під час другої турецької війни, перейменований на Катеринославський кінний козацький полк.
- 23.06.1789 — переформований у 6-сотенний склад і найменований Чугуївським кінним козацьким полком[2].
- 16.04.1793 — 1-й, 2-й та 3-й Чугуївські козацькі полки[7][8], за Імператора Павла I отримали прапори[9].
- 31.10.1798 — Чугуївський козацький генерал-майора Леслі полк (Високоблагородіє).
- 11.11.1798 — Чугуївський козацький генерал-майора Неклюдова полк (Високоблагородіє).
- 23.06.1789 — з Чугуївської легко-кінної команди сформовано для князя Потьомкіна Конвойний кінний козацький полк у складі шести ескадронів (Вісковатов, IV)
- 09.01.1798 — приведений до 10-ескадронного складу.
- 31.10.1798 — Чугуївський козацький генерал-лейтенанта Горича полк (Високоблагородіє).
- 03.12.1799 — Чугуївський козацький генерал-майора Синіцина полк (Високоблагородіє).
- 06.03.1800 — обидва полки з'єднані в один — Чугуївський козацький генерал-майора Синіцина полк (ПСЗ, XXVI, 19313)
- 27.09.1800 — Чугуївський козацький полковника Гладкова полк. Приведено до складу 10 ескадронів (Вис. ін.).
- 29.03.1801 — Чугуївський козацький полк (ПСЗ, XXVI, 19809).
- 23.06.1803 — Чугуївський козацький регулярний полк (ПСЗ, XXVII, 20811)
- 18.08.1808 — іменований як Чугуївський уланський полк[10], брав взяв участь у війні з Туреччиною в період 1808—1810 років.

Під час французько-російської війни полк перебував у складі 3-ї армії (Тормасова) та прикривав наші кордони від замахів австрійців. Зокрема, 27 грудня 1812 року він був приведений до складу шести діючих та одного резервного ескадронів.
- 19.12.1817 — полку призначено осілість у місті Чугуїв та Чугуївському повіті. Полк приведено до складу 6 діючих, трьох резервних та трьох ескадронів поселенців (ПСЗ, XXXIV, 27190-27192)
- 1819 — у полку відбулося повстання (бунт), для ліквідації військових поселень та непомірних податків.
- 05.05.1827 — до резервних ескадронів входили стройові нижні чини та кантоністи. Поселенці зібрані в поселені ескадрони окремо від резервних (Хрон. таблиці 1866)
- 20.12.1828 — на герби та ґудзики присвоєно № 6- (2ПСЗ, III, 2534).
- 21.03.1832 — полкове управління розділено на дві частини: 6 діючих та три резервних ескадрони склали полк, а ескадрони поселенців переведені у підпорядкування особливого начальника та названі 6-м кавалерійським округом Українського військового поселення (2ПСЗ, VII, 5341)
- 21.03.1833 — полк приведений до складу 8 діючих та одного резервного ескадронів, у складі 1-ї бригади 1-ї уланської дивізії. На герби та гудзики присвоєно № 16 (2ПСЗ, VIII, 6065).
- 30.08.1834 — наказано створити для полку в запасних військах запасний напівескадрон № 34 (пр. в.м. № 105).
- 23.03.1835 — полк приведений до складу шести діючих та одного резервного ескадронів. 7-й ескадрон перейменований на резервний ескадрон Сибірського уланського полку, 8-й ескадрон — перейменований на резервний ескадрон гусарського Його Величності Короля Віртемберзького полку (пр. в. м. № 38)
- 04.04.1836 — запасному ескадрону присвоєно № 30-й (пр. в. м. № 44).
- 08.08.1836 — у 6-му кавалерійському окрузі Українського військового поселення засновані та приписані до полку два ескадрони кантоністів, для надання можливості комплектуватися добре навченими унтер-офіцерами (2ПСЗ, XI, 9055).
- 31.12.1851 — до полку приєднані 1-й та 2-й ескадрони розформованого Сибірського уланського полку, що стали, відповідно, 7-м та 8-м ескадронами.
- 25.03.1864 — 11-й уланський Чугуївський полк.
- 20.05.1868 — 11-й уланський Чугуївський Її Імператорського Високості Государині Цесарівни великої княгині Марії Федорівни полк.
- 27.07.1875 — резервний ескадрон перейменований на запасний ескадрон (пр. за в. в. № 202).
- 16.12.1876 — склад полку: 7 штаб-офіцерів, 20 обер-офіцерів, 64 унтер-офіцери, 17 музикантів, 512 нижніх чинів, 593 стройових коні.
- 01.03.1878 — склад полку: 6 штаб-офіцерів, 35 обер-офіцерів, 64 унтер-офіцери, 18 музикантів, 470 нижніх чинів, 552 стройових коня.
- 02.03.1881 — 11-й уланський Чугуївський Її Величності полк (Високоблагородіє).
- 18.08.1882 — 32-й драгунський Чугуївський Її Величності полк (Високоблагородіє).
- 11.08.1883 — полк приведений до складу шести ескадронів. Запасний ескадрон підпорядковувався відділення кадрів № 11 кавалерійського запасу (пр. за в. в. № 197)
- 16.07.1891 — виділено один ескадрон на формування 48-го драгунського Українського полку. Натомість сформовано новий ескадрон (Вис. пр. від 16.07.1891 та 12.12.1891).

- 02.11.1894 — 32-й драгунський Чугуївський Її Величності Государині Імператриці Марії Федорівни полк (Високоблагородіє).
- 06.12.1907 − 11-й уланський Чугуївський Її Величності Государині Імператриці Марії Федорівни полк (Високоблагородіє).
- ??.??. 1918 — у зв'язку з демобілізацією Росії полк розформований.

### У Білому русі
Під час громадянської війни в Росії відроджений у Добровольчій та Донській арміях. Ескадрон полку було сформовано у грудні 1918 року в складі Зведено-кавалерійського полку Добровольчої армії Одеського району (з 1 травня 1919 року перетвореного на 3-й кінний полк). Сформований в Донській армії свій полк наприкінці вересня 1919 року включений до її Зведеної кавалерійської дивізії. З 16 квітня 1920 року ескадрон полку входив до 2-го кавалерійського полку.

## Бойові походи
- 1877—1878 роки — російсько-турецька війна:
- 02.11.1876 — у полку отримано наказ про виступ, інструкцію та маршрут руху полку;
- 08.11.1876 — полк виступив із Дубно на Здолбунів для посадки у вагони. Полк повернувся з середини шляху до Дубна, де в ніч з 8 на 9 листопада 1876 року проведено посадку у вагони;
- 18.11.1876 — полк прибув до Дубоссарів
- [середина] березня 1877 — полк перейшов до Тирасполя;
- 05.04.1877 — прибув до Кишинів
- 12.04.1877 — виступив на Леово
- 16.04.1877 — полк прибув до Леова
- 21.04.1877 — переправився через р. Прут у Фальчі.
- 24.04.1877 — прибув до Оанчі
- 27.04.1877 — прибув до Галацу, де офіцери та солдати відпочивали до 1 травня 1877 року.
- ??. 05.1877 — переправився через р. Серет
- 05.05.1877 — під час розвідки майора Зандера 1-го, брав участь у сутичці з противником біля с. Бердичів. Зазнав перших втрат — поранено унтер-офіцер
- ??. 05.1877 — прибув до Слободи.
- 09.05.1877 — прибув до Обілешті-Нау
- 04.06.1877 — виступив із …
- 07.06.1877 — зайняв сторожовим ланцюгом місцевість від м. Муржева до р. Веде. Дислокований у передмісті міста Браїлова.
- 09.06.1877 — прибув до м. Бертешти. Проводив рекогносцировки берегом Дунаю до 26 травня 1877 року.
- 27.05.1877 — виступив до Зимниці, дорогою до с. Бригадир з'єднався з 11-м драгунським Ризьким полком.
- 30.05.1877 — прибув до Зимниці;
- 01.06.1877 — перейшов Дунай біля Зимниці у складі п'яти ескадронів і розташувався у с. Царевичі; 3-й ескадрон залишено для охорони Імператорської квартири.
- ??. 06.1877 — став табором попереду с. Гибель;
- ??. 06.1877 — виступив до с. Царевичі, але у с. Павлово повернули назад у с. Гибель;
- 07.06.1877 — переправився через р. Янтру біля с. Трембани;
- 09.06.1877 — переправився через р. Янтру в зворотному напрямку; прибув до с. Чаїркой, де до полку приєднався третій ескадрон;
- 10.06.1877 — виступив із Чаїркоя.
- ??. 06.1877 — прибув до с. Сарак-Булгарський;
- ??. 06.1877 — зайняв позиції на захід від с. Пелішати; біля фортеці Плєвна; вів розвідку у напрямку цієї фортеці;
- 17.06.1877 — прибув до с. Порадимо;
- 02.07.1877 — брав участь у битві під Плевною;
- 25.07.1877 — на аванпости 4-го ескадрону у Гривиці напали дві сотні черкес, внаслідок бою холодною зброєю черкеси відступили, залишивши 80 убитих; 4-й ескадрон втратив 2 рядових убитими. Полк виступив у Горний Студень;
- 03.08.1877 — виступив з Горного Студня в Чаїркіой. 1-й та 3-й ескадрони займали сторожовий ланцюг від Тюлобелітера до Кадикій та підтримували зв'язок з військами 11-го та 13-го корпусів, 2-й ескадрон став поблизу с. Мазурська;
- 15.08.1877 — полк зібрався в Чаїркіє;
- 24.08.1877 — 1-й дивізіон виступив до Кавачиці для посилення 13-го армійського корпусу;
- 26.08.1877 — полк з'єднався в Кавачиці;
- 26.08.1877 — 2 ескадрони брали участь у боях поблизу села Кавачиці;
- 31.08.1877 — один дивізіон, перебуваючи у складі загону генерал-майора князя Манвелова, брав участь у боях поблизу села Водиці;
- 05.09.1877 — брав участь у боях поблизу села Осиково;
- 13.11.1877 — брав участь у переслідуванні противника від Етрополя та в боях поблизу села Ковачиці;
- 24.11.1877 — брав участь у справі у Поломарці та Ковачиці.
- 22.01.1878 — брав участь у боях поблизу села Городищі (поблизу Шумли).

## Шефи
Шефи або почесні командири, в період:
- 06.03.1800 — 27.09.1800 — генерал-майор Синіцин Федір Данилович;
- 27.09.1800 — 20.02.1805 — полковник (з 05.11.1800 генерал-майор) Гладков Іван Васильович[12];
- 20.02.1805 — 06.01.1808 — полковник (з 24.05.1807 генерал-майор) Бедряга Григорій Васильович;
- 06.01.1808 — 01.09.1814 — генерал-майор (з 30.08.1814 генерал-лейтенант) Лисаневич Григорій Іванович[13];
- 13.09.1832 — 03.03.1858 — генерал-лейтенант (з 06.12.1833 генерал від кавалерії) (з 19.09.1847 — граф) Нікітін Олексій Петрович.

## Командири
Полкові командири (Командири полку):
- 02.10.1800 — 16.09.1801 — полковник Борщов Михайло Андрійович;
- 16.09.1801 — 06.06.1803 — полковник Чемесов Микола Євграфович;
- 26.10.1803 — 12.12.1807 — полковник Вукотич Матвій Семенович;
- 14.05.1808 — 26.01.1810[14] — полковник М'ясоїдов Василь Савич;
- 24.05.1810 — 25.10.1810[15] — полковник Іванов Євдоким Дмитрович;
- 03.02.1811 — 30.12.1815 — полковник Александров Іван Якович;
- 30.12.1815 — 12.01.1816 — полковник Коровкін Арсеній Єрмолаєвич;
- 12.01.1816 — 30.08.1816 — полковник Александров Іван Якович;
- 30.08.1816 — 02.06.1818 — полковник Панов Іван Герасимович;
- 02.06.1818 — 06.12.1834 — підполковник (з 9 травня 1826 року — полковник) — Ізюмов Микола Григорович;
- 19.01.1835 — 07.08.1838 — полковник Мазуркевич Ігнатій Йосипович;
- 06.12.1838 — 31.12.1844 — полковник Юхимович Олександр Матвійович;
- 31.12.1844 — 13.05.1858 — підполковник (з 31 грудня 1845 року — полковник, з 11.04.1854 генерал-майор) Башкирцев Павло Григорович;
- 13.05.1858 — хх.01.1864 — полковник Ягмін Юліан Іванович;
- 11.01.1864 — хх.хх.1866 — флігель-ад'ютант полковник (27 березня 1866 року — генерал-майор Свити Й. І. В.) князь Манвелов Олександр Миколайович[16];
- хх.хх.1867 — 17.11.1872 — полковник Дубленко Костянтин Микитович;
- 17.11.1872 — 14.02.1878 — полковник Рейсіг (Рейсіг, Рейссіг) Олександр Карлович (1820—1885);
- 14.02.1878 — 31.10.1881 — полковник Сукні (Сукін) Фрідріх Фрідріхович (1823-?);
- 31.10.1881 — 19.11.1890 — полковник (з 5 листопада 1890 року — генерал-майор) Богушевич Олександр Лукич (Лук'янович) (1832-?);
- 19.11.1890 — 03.06.1896 — полковник (з 14 травня 1896 року — генерал-майор) Амбразанцев Олександр Сергійович;
- 10.06.1896 — 03.07.1902 — полковник Голубков Євген Петрович;
- 12.07.1902 — 14.01.1905 — полковник Фурдуєв Олександр Павлович;
- 14.01.1905 — 24.12.1908 — полковник Бєлогрудов Василь Іванович;
- 24.12.1908 — 02.04.1910 — полковник Санніков Олександр Сергійович;
- 02.04.1910 — 10.01.1913 — полковник (з 22 липня 1912 року — генерал-майор) — Розаліон-Сошальський Георгій Петрович;
- 23.01.1913 — 15.01.1916 — полковник Рєзніков Василь Савич;
- 15.02.1916 — 19.02.1917 — полковник Де-Вітте Микола Миколайович;
- 13.03.1917 — хх.хх.хххх — полковник Опатович Андрій Павлович.

## Полкова церква
Похідна (при полку) церква існувала з початку XIX століття. Церква ця супроводжувала полк у походах під час французько-німецької війни 1812 року та російсько-турецької війни 1877—1878 років.
З часу розквартирування в Дубно (з 1905 року) 11-й уланський Чугуївський полк свого приміщення під церкву не мав, а користувався церквою 41-го піхотного Селенгінського полку.
У полковій похідній церкві були такі предмети, варті уваги: 1) образ (складень) Покрова Божої Матері з написом: «Наданий Государинею Великою Княгинею Цесарівною 11-му улан. Чугуївському Її Імператорського Високості полку ; 1 жовтня 1869 року». 2-3) св. Євангеліє, у лист, печатки 1791 року та Євангеліє (мале) печатки 1751 року; останнє подаровано полку сином полковника Булацеля у 1757 році, 25 квітня. За штатом при полковій церкві перебував один священик.

## Галерея — пам'ятники у Болгарії

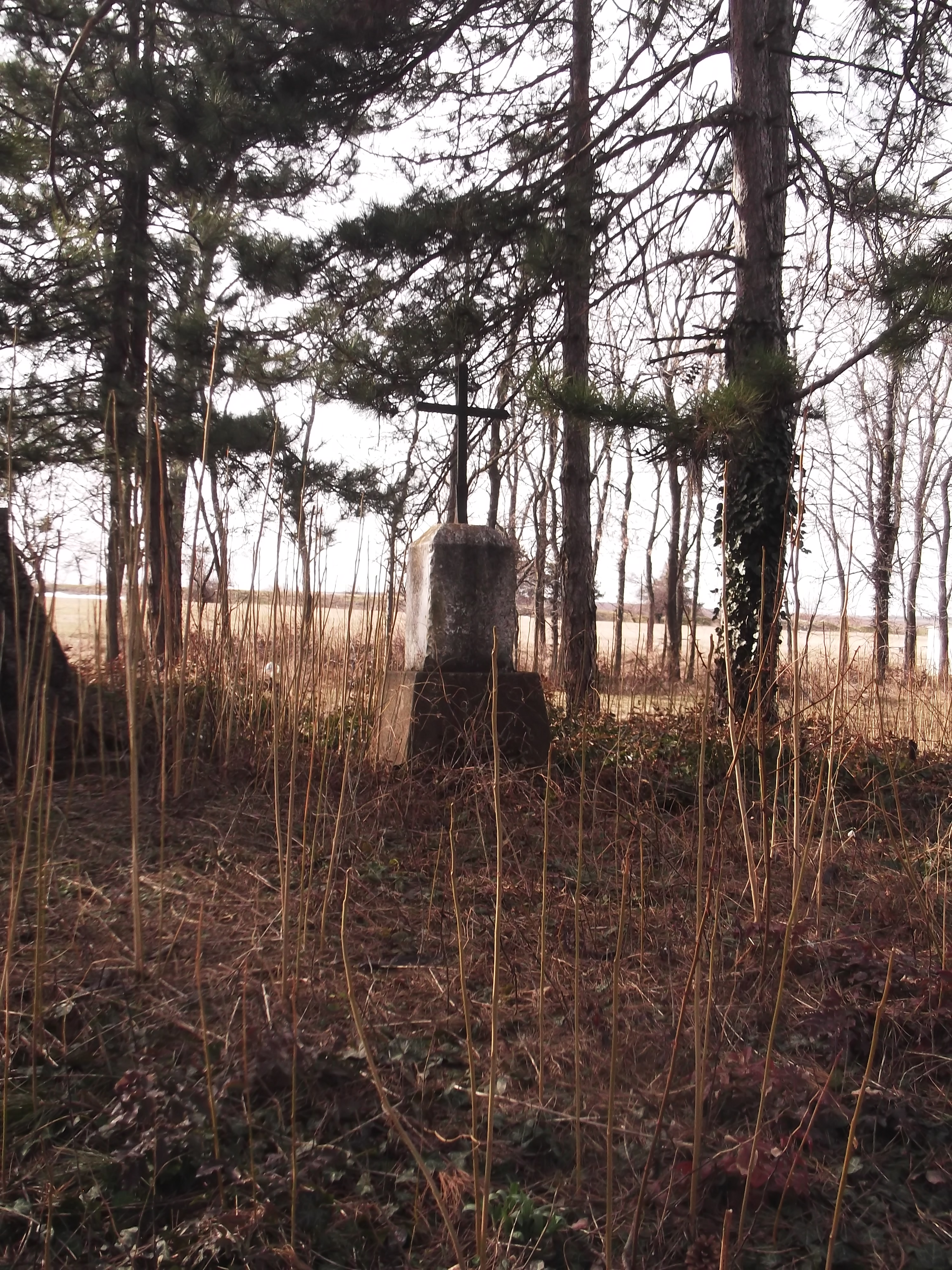
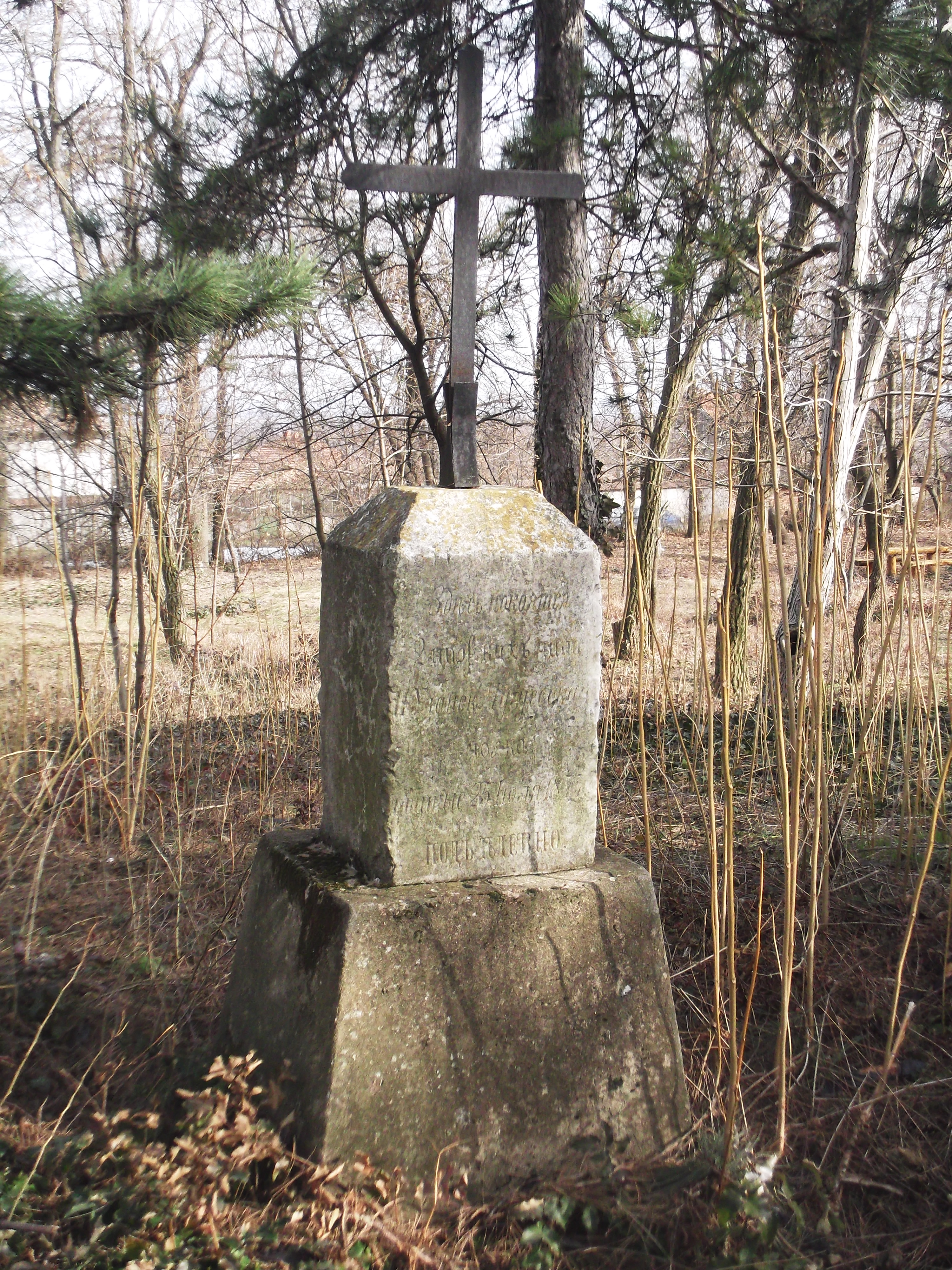
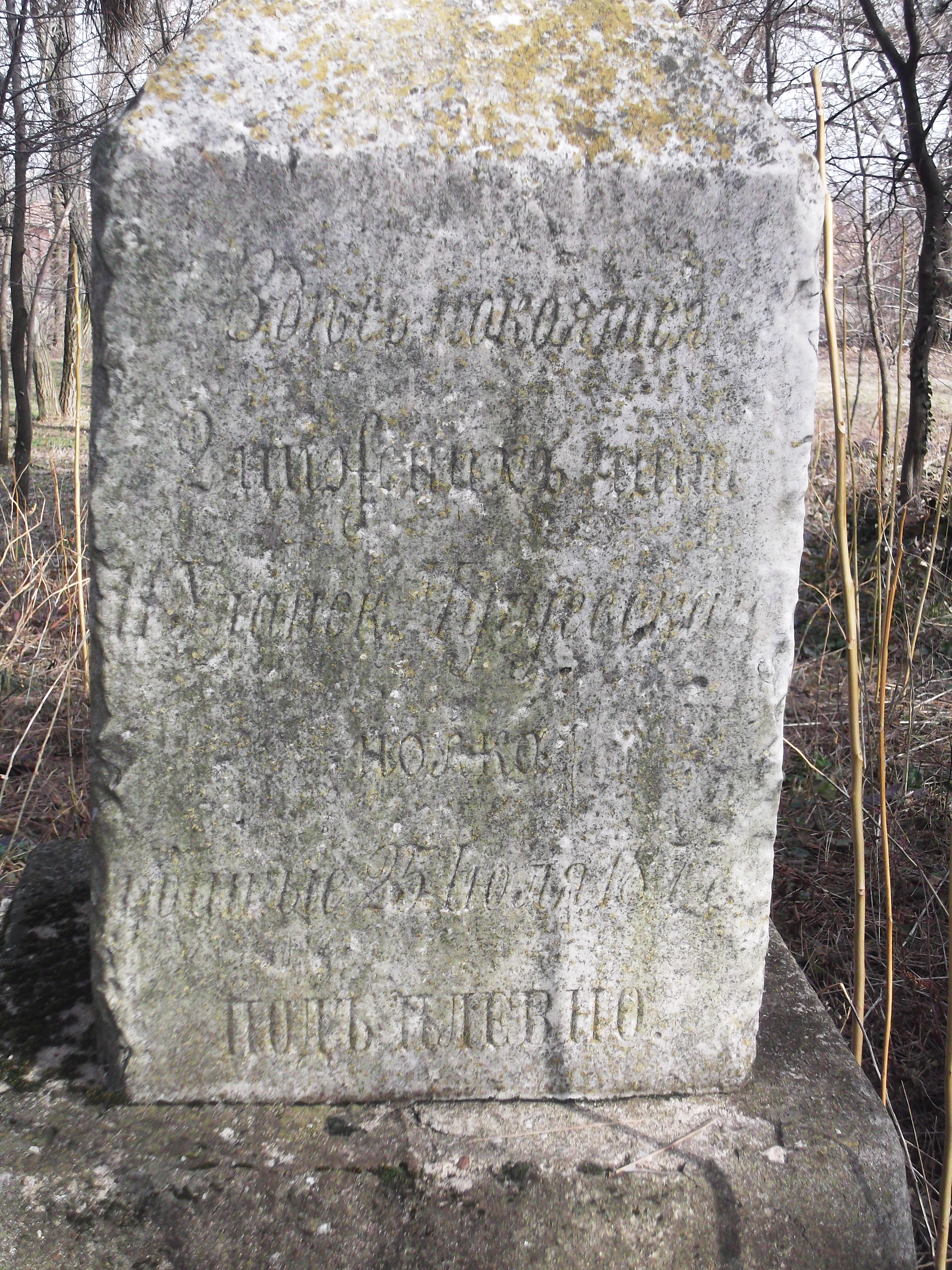
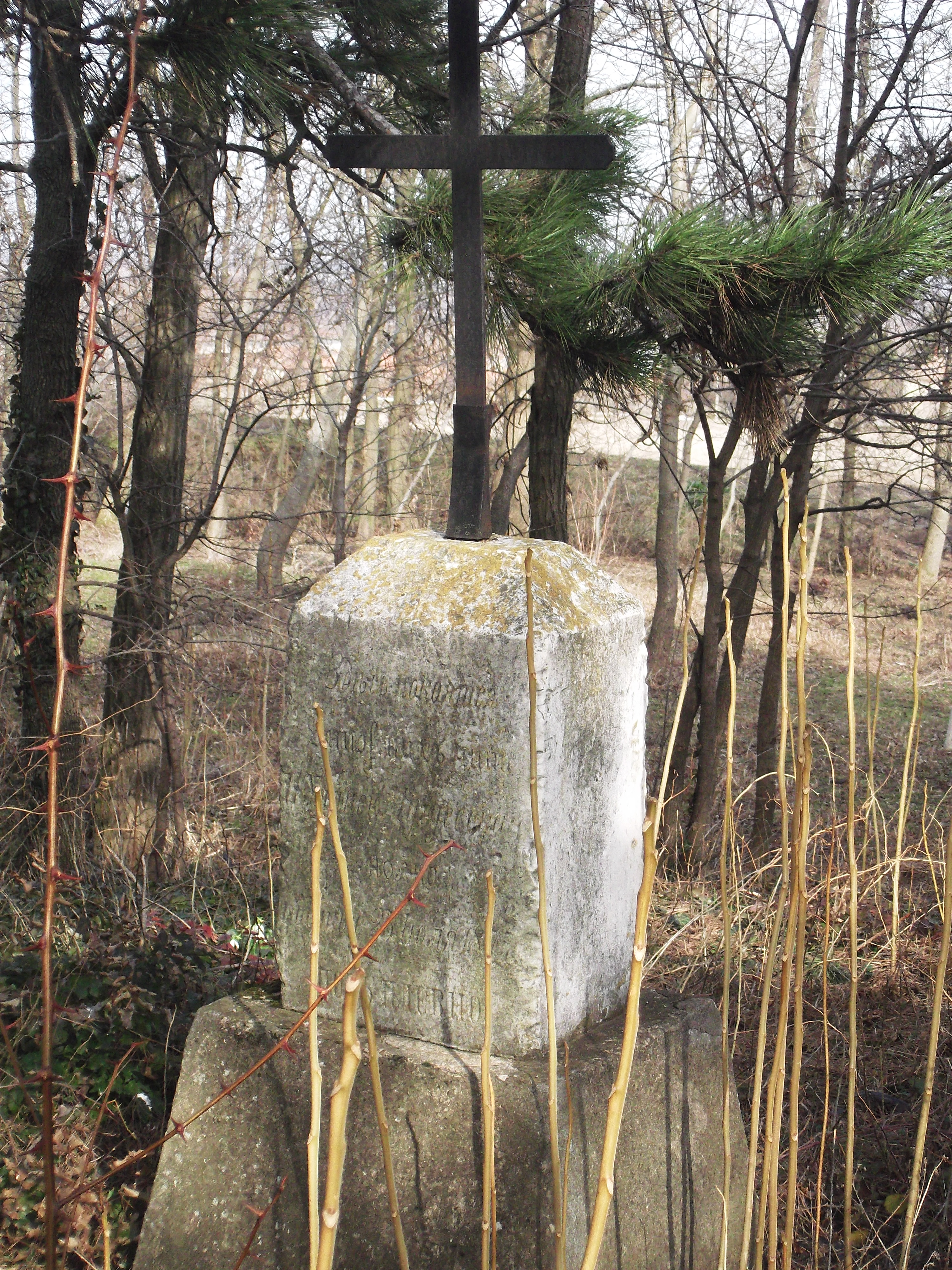